# 悲しい気持ち (JUST A MAN IN LOVE)
「悲しい気持ち (JUST A MAN IN LOVE)」（かなしいきもち ジャスト・ア・メン・イン・ラヴ）は、桑田佳祐の楽曲。自身のデビューシングルとして、タイシタレーベルから7インチレコードで1987年10月6日に発売された。
1988年2月21日に8cmCD、2001年6月25日に12cmCDとして再発売されている。2016年2月26日にはダウンロード配信、2019年12月20日にストリーミング配信を開始した。

## 背景
桑田のソロ名義としては初めてとなる作品。1985年に発売されたオリジナル・アルバム『KAMAKURA』の発売を最後にサザンオールスターズとしての活動を休止し、1986年にKUWATA BANDとして1年限りの活動を終えた後に発売された。

## 音楽性
本作では、小林武史と藤井丈司がサウンド面、編曲やプロデュースなど全面的な協力をしている。

## チャート成績
本作はオリコン週間ランキングで最高2位を記録しており、2016年に発売されたシングル「君への手紙」まで、全シングル17作が週間TOP10入りしている。オリコンによる累計売上枚数は35万枚を記録している。

## 収録曲
- 収録時間：9:47

1. 悲しい気持ち (JUST A MAN IN LOVE) (3:56)
（作詞・作曲：桑田佳祐　編曲：小林武史 with 桑田佳祐、藤井丈司）
ユニクロ「Life Wear/ブラトップ 走る車編、いろんな私編、ヘルシーパーティー編」CMソング[注釈 1]。
歌詞は失恋した男性の気持ちを題材としているが、曲調は軽快なポップでモータウン・サウンドに仕上がっている[10][11]。これについては「音楽的にも精神的にも、もっと個人的なことをやってみたかった。具体的にいうと、僕らが高校生だった頃の気持ちとか音楽。当時のサウンドの真似したかったんじゃなく、精神的な部分で戻りたかった」とインタビューで語っている[12]。
南流石が振り付けを担当したグループ「湘南隊」[注釈 2]をバックダンサーとして当時の歌番組で披露された。バックダンサーには桑田と同じアミューズ所属の俳優の寺脇康文が参加した[13]。
長らくミュージック・ビデオが存在しなかったが、2018年1月発売のMV集『MVP』には、初めて制作されたMVが収録された[14]。MVにはサザンのライブ『真夏の夜の夢 - 1988大復活祭』でのソロ初ライブ[注釈 3]、4枚目シングル曲「月」のジャケット撮影時のメイキング、アルバム『孤独の太陽』のアーティスト写真撮影時のメイキングなどを収録しており、さらに2017年7月に行われたソロのBillboard Live Tokyoライブや、同年8月に出演した『ROCK IN JAPAN FESTIVAL 2017』および全国アリーナ&5大ドームツアー『桑田佳祐 LIVE TOUR 2017「がらくた」』での歌唱シーンも盛り込まれている[16]。
山下達郎は本楽曲を気に入っている[17]。
2. LADY LUCK (5:51)
（作詞：Tommy Snyder　作曲：桑田佳祐　編曲：桑田佳祐 & Jimmy Bralower & Jeff Bova）
全英語詞の楽曲。

## 参加ミュージシャン
- 悲しい気持ち (JUST A MAN IN LOVE)
  - 桑田佳祐:Vocals
  - 小林武史:Keyboard, Synthesizer
  - 原田末秋:Guitar
  - 琢磨仁:Bass
  - 藤井丈司:Computer Programming
  - 杉真理:Backing Vocals (Courtesy of CBS/SONY Inc.)
- LADY LUCK
  - 桑田佳祐:Vocals
  - Jeff Bova:Keyboard, Synthesizer
  - Jimmy Bralower:Computer Programming
  - 河内淳一:Acoustic Guitar

## 収録アルバム
| 曲名                              | 作品名                     |
| --------------------------------- | -------------------------- |
| 悲しい気持ち (JUST A MAN IN LOVE) | Keisuke Kuwata             |
| 悲しい気持ち (JUST A MAN IN LOVE) | フロム イエスタデイ        |
| 悲しい気持ち (JUST A MAN IN LOVE) | TOP OF THE POPS            |
| 悲しい気持ち (JUST A MAN IN LOVE) | I LOVE YOU -now & forever- |
| 悲しい気持ち (JUST A MAN IN LOVE) | いつも何処かで             |
| LADY LUCK                         | フロム イエスタデイ        |

## ミュージック・ビデオ収録作品
| 曲名                              | 作品名 |
| --------------------------------- | ------ |
| 悲しい気持ち (JUST A MAN IN LOVE) | MVP    |
| LADY LUCK                         | 未収録 |

## ライブ映像作品
| 曲名                              | 作品名                                                                  | 備考 |
| --------------------------------- | ----------------------------------------------------------------------- | --- |
| 悲しい気持ち (JUST A MAN IN LOVE) | すべての歌に懺悔しな!! -桑田佳祐 LIVE TOUR '94-                         | |
| 悲しい気持ち (JUST A MAN IN LOVE) | けいすけさん、ビデオも色々と大変ねぇ。                                  | |
| 悲しい気持ち (JUST A MAN IN LOVE) | 桑田さんのお仕事 07/08 〜魅惑のAVマリアージュ〜                         | |
| 悲しい気持ち (JUST A MAN IN LOVE) | 桑田佳祐の音楽寅さん 〜MUSIC TIGER〜 あいなめBOX                        | DISC 3「♯14 海の日 LIVE 延長線! 〜あの日の寅さん ユースケ目線〜」及びDISC 5「♯19 桑田佳祐&SUPER MUSIC TIGERS 野外ライブ In 山中湖」に収録。                |
| 悲しい気持ち (JUST A MAN IN LOVE) | 宮城ライブ 〜明日へのマーチ!!〜                                         | |
| 悲しい気持ち (JUST A MAN IN LOVE) | 桑田佳祐 LIVE TOUR & DOCUMENT FILM 「I LOVE YOU -now & forever-」完全盤 | |
| 悲しい気持ち (JUST A MAN IN LOVE) | がらくたライブ                                                          | |
| 悲しい気持ち (JUST A MAN IN LOVE) | ごはん味噌汁海苔お漬物卵焼き feat. 梅干し                               | 完全生産限定盤A・B封入のBlu-ray・DVDに収録。2021年3月7日にブルーノート東京で開催した配信限定ライブ『静かな春の戯れ ～Live in Blue Note Tokyo～』での歌唱。 |
| 悲しい気持ち (JUST A MAN IN LOVE) | LIVE TOUR 2021「BIG MOUTH, NO GUTS!!」                                  | |
| 悲しい気持ち (JUST A MAN IN LOVE) | お互い元気に頑張りましょう!! -Live at TOKYO DOME-                       | 完全生産限定版では、ボーナスディスクとして横浜アリーナ（年越しライブ）での歌唱映像も収録されている。                                                       |
| LADY LUCK                         | 未収録                                                                  | |

## カバー
悲しい気持ち (JUST A MAN IN LOVE)
- 1993年：張震嶽（チャン・チェンユエ）- 台湾の歌手。中国語による「就是喜歡你」として、同じ名のアルバムに収録されている。
- 1994年：古巨基（レオ・クー） - 香港の歌手。広東語による「藍天與白雲」としてアルバム『愛的解釋』に収録されている。
- 2001年：KAI（カイ）- 韓国の歌手。朝鮮語詞でアルバム『カイ1.5集』に収録されている。
- 2013年：TOXIC（トシック）- 韓国のバンド。2013年リリースの『広告の天才イ・テベクサウンドトラック(OST） Part1』に収録。